# Sojuz MS-08
Sojuz MS-08 (ryska: Союз МС-08) är en flygning i det ryska rymdprogrammet, till Internationella rymdstationen (ISS). Farkosten skötas upp med en Sojuz-FG-raket, från Kosmodromen i Bajkonur den 21 mars 2018. Den dockade med rymdstationen den 23 mars 2018.
Flygningen transporterade Oleg Artemyev, Andrew J. Feustel och Richard R. Arnold till och från rymdstationen. Alla tre var del av Expedition 55 och 56.
Farkosten lämnade rymdstationen den 4 oktober 2018. Några timmar senare återinträdde den i jordens atmosfär och landade i Kazakstan.
I och med att farkosten lämnade rymdstationen så var Expedition 56 avslutad.

## Besättning
| Befälhavare    | Oleg Artemyev, RSA Hans andra rymdfärd Expedition 55 / 56       |
| Flygingenjör 1 | Andrew J. Feustel, NASA Hans tredje rymdfärd Expedition 55 / 56 |
| Flygingenjör 2 | Richard R. Arnold, NASA Hans andra rymdfärd Expedition 55 / 56  |

## Reservbesättning
| Befälhavare    | Aleksej Ovtjinin, RSA |
| Flygingenjör 1 | Nick Hague, NASA      |